# Lan Khê Đạo Long
Lan Khê Đạo Long (zh. lánxī dàolóng 蘭溪道隆, ja. rankei dōryū), 1208-1268 hoặc 1213-1278, là một vị Thiền sư Trung Quốc, thuộc nhánh Dương Kì, tông Lâm Tế.
Sư người Tây Thục, 13 tuổi xuất gia, sau tham học với nhiều Thiền sư danh tiếng ở Chiết Giang. Năm 33 tuổi (1246), sư sang Nhật truyền pháp. Trong thời gian này, các tông phái cũ ở Nhật đã có những triệu chứng suy đồi, chỉ lo chạy theo danh lợi và vì vậy, phong cách của Thiền gia chất phác, không cầu kì ham muốn, nhẫn nhục tu hành rất được kính trọng. Sư được mời đến Liêm Thương (kamakura), lập chùa Kiến Trường (ja. kenchō-ji) nơi đây.
Sư là một trong những Thiền sư góp phần quan trọng cho sự hưng thịnh của Thiền tông tại Nhật. Sư tịch tại chùa Kiến Trường, được ban hiệu là Đại Giác Thiền sư. Đây là lần đầu Nhật Bản có danh hiệu Thiền sư.